# 大源站 (广州)
大源站是广州东环城际的一个车站，位于中国广东省广州市白云区大源街道大源村的一座建设中的地下城际铁路车站，位于大源南路东侧。

## 车站结构
大源站设计为地下两层车站，车站长度约326m，标准段宽25.2m，规划3个出入口。车站设有一座岛式站台，站台宽14.6米，站台有效长210米，南侧设有一组渡线。车站设有2组风亭及1处冷却塔。

## 历史
大源站于2021年5月7日完成地下连续墙施工，2022年6月28日实现土建结构封顶、完成主体结构施工。
2025年5月，本站完成“三权”移交。